# Карни (Онтарио)
Карни (енгл. Kearney) је градић у Канади у покрајини Онтарио. Према резултатима пописа 2011. у граду је живело 841 становника.

## Становништво
Према резултатима пописа становништва из 2011. у граду је живело 841 становника, што је за 5,4% више у односу на попис из 2006. када је регистровано 798 житеља.
| 2006. | 2011. | 2016. |
| ----- | ----- | ----- |
| 798   | 841   | 882   |